# Air Inuit

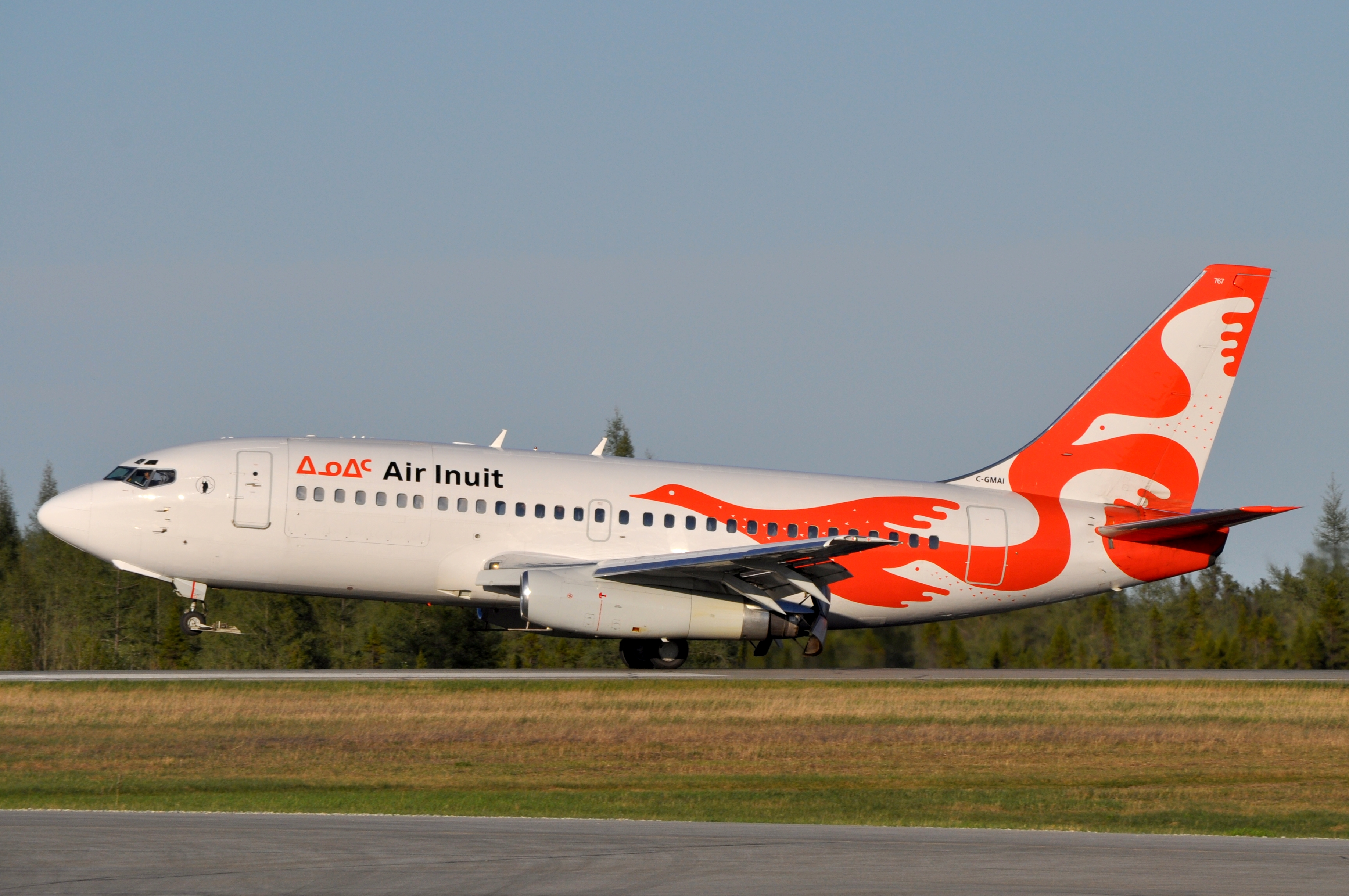
Imagem ilustrativa

A Air Inuit é uma empresa aérea com sede em Montreal, Quebec, Canadá, foi fundada em 1978.

## Frota
Em abril de 2018:
- Beechcraft King Air: 3
- Beechcraft Super King Air: 1
- Boeing 737: 4
- DHC6 Twin Otter: 7
- Bombardier Dash 8: 12
- Hawker Siddeley HS 748: 4